# Incze Dániel
Zalányi Incze Dániel (Lukailencfalva, 1805 – Kolozsvár, 1857. január 12.) erdélyi református hittudós, egyházi író.

## Élete
Iskoláit Marosvásárhelyen végezte, ahol utoljára a logika osztály tanítója volt. Akadémiára indultában ő volt az utolsó peregrinus (kéregetve vándorló) theológiai candidatus Erdélyben. 1835-ben ment Berlinbe. 1836. szeptember 29-én hazaérkezett és pürpöki titkár lett. 1837-ben innét vitték Székelyudvarhelyre teológiai tanárnak. Itt 1840-ig működött, majd Enyedre távozott. 1849-ben könyvtára a román pusztítás martaléka lett és ő Kolozsvárra menekült, ahol előbb az református főgimnáziumnál, majd 1854-től az összpontosított teológiai szemináriumnál volt tanár, de már 1857-ben elhunyt.

## Művei
- Új testamentom, a szentírásnak a szenttudomány jelen álláspontjához és korunk kivánataihoz alkalmazott fejtegető és gyakorlati magyarázata, kézikönyvvül lelkészek, iskolatanítók és családatyák számára. Dr. Wohlfarth német dolgozata után adalékokkal Dinter, Lisco stb. munkáiból bővítve. Kolozsvár, 1852. (Kolozsvár, 1854. Herepei Gergellyel együtt. E művet az erdélyi ev. ref. egyházi közzsinat kézikönyvül fogadta el.)
- Új testamentom kérdések és feleletekben a nép számára. Polier után átdolgozták ... és Herepei Gergely I. szakasz. A négy evangelisták írása és az apostolok cselekedeteiről írt könyv. Kolozsvár, 1856.

Költeménye van a Szive kiömlése a marosvásárhelyi reform. kollégyombeli ifjuságnak egy kedves attya halálán 1829. c. munkában.